# Quebrada Picay
Quebrada Picay en Ecuador. Se encuentra ubicado en la provincia del Azuay, en la parte central del país, a 300 km al sur de Quito, capital del país. La quebrada Picay es parte de la cuenca del río Amazonas. Esta quebrada se origina en las cordilleras del cantón y desemboca en el río Santa Bárbara, dentro del área urbana de Gualaceo, donde alcanza un ancho de 1 metro. La quebrada es el límite entre los barrios urbanos de Llano norte y Parque del Niño.